# Manfred von Richthofen (generale)
Manfred von Richthofen, per intero Manfred Karl Ernst Freiherr von Richthofen (Strzegom, 24 maggio 1855 – Strzegom, 28 novembre 1939), è stato un generale tedesco che prestò servizio nell'esercito tedesco durante la prima guerra mondiale, decorato con la Pour le Mérite. Fu il prozio del celebre asso dell'aviazione, il Barone Rosso.

## Biografia
Manfred von Richthofen nacque il 24 maggio 1855. Suo nonno era Karl von Grolman, capo dello stato maggiore generale prussiano dal 3 giugno 1814 al novembre 1819. A diciannove anni, nel 1874, venne arruolato nel 4º Reggimento corazzieri della Vestfalia. Nell'aprile 1902 era al comando del Reggimento di cavalleria della Guardia con il grado di Oberstleutnant (tenente colonnello), guardia personale dell'imperatore Guglielmo II, di cui l'anno successivo ne divenne l'aiutante di campo. Seguirono aumenti di grado e vari incarichi di comando: nel 1906 divenne Oberst (colonnello), nel marzo 1908 assunse il comando della 2ª Brigata di cavalleria della Guardia a Potsdam, quindi nel 1910 venne promosso Generalmajor, per poi andare a comandare nel febbraio 1913 la Divisione di cavalleria della Guardia con la contestuale promozione a Generalleutnant; il suo ultimo incarico prima dello scoppio della prima guerra mondiale fu, dal febbraio 1914, quello di comandante della 6ª Divisione di fanteria nel Brandeburgo.
All'inizio delle ostilità von Richthofen fu nominato comandante del I Corpo di cavalleria (composto dalla 5ª Divisione di cavalleria e dalla Divisione di cavalleria della Guardia) incaricato di precedere la fanteria del fianco destro tedesco impegnata ad attuare il Piano Schlieffen invadendo il Belgio e la Francia nell'agosto 1914. Nelle successive mosse degli schieramenti il Corpo di Richthofen combatté la battaglia delle Frontiere e la prima battaglia della Marna.
Il I Corpo di cavalleria venne quindi trasferito a novembre nel fronte orientale per unirsi alla nuova 9ª Armata. Qui l'unità gioco un ruolo importante nella battaglia di Łódź quando aiutò il XXV Corpo della riserva del generale von Scheffer-Boyadel a ottenere una sanguinosa vittoria rompendo l'accerchiamento russo.
Dal settembre al novembre 1916 Richthofen divenne comandante del XXXVIII Corpo della riserva, prima di passare al comando del XXV Corpo della riserva. Nel marzo 1917 gli venne assegnato il comando del Generalkommando 53, un corpo d'armata senza unità assegnate creato per le esigenze del fronte, incarico che mantenne fino al gennaio 1918, quando divenne il vicecomandante del Corpo della Guardia a Berlino. In questa veste ebbe il compito di sovrintendere all'addestramento e all'invio delle nuove reclute alle unità della Guardia al fronte.
Il 18 gennaio 1918 fu insignito dell'Ordine Pour le Mérite, la più alta onorificenza prussiana.
Si congedò dall'esercito il 10 novembre, un giorno prima della fine della guerra, e morì nella sua città natale il 28 novembre 1939. Prozio del suo omonimo Manfred von Richthofen, il Barone Rosso, non ebbe figli; per questa ragione, volendo lasciare i suoi beni alla sua famiglia, adottò suo nipote Wolfram, futuro feldmaresciallo della Luftwaffe durante la seconda guerra mondiale.